# 大関隼
大関 隼（おおぜき しゅん、1983年9月9日 - ）は茨城県日立市出身のラジオNIKKEI所属のアナウンサーである。血液型A型。

## 人物
早稲田大学法学部卒業後、 2007年入社。2013年4月より、小塚歩と入れ替わりで大阪支社に移籍。2016年4月に米田元気と入れ替わる形で東京本社へ復帰した。
2016年5月8日に開催された第21回NHKマイルカップにおいて、入社10年目でGI初実況。11月13日に開催された第41回エリザベス女王杯で実況し、檜川彰人の連続実況記録を13年で止めた。さらに2020年5月24日に開催された第81回オークスで初のクラシック競走実況を担当し、デアリングタクトのデビューから無敗での牝馬二冠達成を伝えた。2023年には有馬記念の実況を初めて担当した。
高校、大学時代はクイズ研究会に所属。水戸第一高校在学中には第21回全国高等学校クイズ選手権に茨城県代表として出場し、準々決勝進出。暗算は番組内でも披露。クイズ界にて闘将の異名も冠される。
その一方で学生時代には駆け込み乗車をしてケガを負うという苦い経験をしている。

## GI実況履歴
- フェブラリーステークス（2018年[2]〜2023年）
- 大阪杯（2025年）
- NHKマイルカップ（2016年〜2017年、2024年〜）
- 優駿牝馬（2020年～2023年）
- 安田記念（2019年）
- 宝塚記念（2024年[3]〜）
- スプリンターズステークス（2017年～2019年[4]）
- 菊花賞（2024年）
- 天皇賞（秋）（2021年～2022年）
- JBCクラシック（2024年）
- エリザベス女王杯（2016年）
- マイルチャンピオンシップ（2018年[5]、2020年、2023年～）
- 朝日杯フューチュリティステークス（2017年[6]、2020年〜2022年）
- 中山大障害（2019年）
- 有馬記念（2023年）

## 現在の担当番組
- 中央競馬実況中継（実況および進行）
- うまきんIII
- 地方競馬プラスワン（三浦拓実との持ち回り）
- 関西たこやきラジオ（日曜日19:00～19:30）
- 日経電子版NEWS
- BSイレブン競馬中継[7]（BS11、2018年6月2日から出演）
- うまナビ!イレブン (BS11、2018年6月2日から出演)

## 過去の出演番組
- 大関隼のyouthful time(日)17:00～17:30
- Charge for Weekend （金曜日21:00～21:30）